# Louis Vuitton Trophy La Maddalena
Il Louis Vuitton Trophy, competizione velistica in 5 atti riservata a barche classe IACC, giunge alla sua terza tappa in Sardegna e precisamente a La Maddalena dal 22 maggio al 6 giugno 2010. Organizzatore dell'evento è Mascalzone Latino, guidato da Vincenzo Onorato e Challenger of Record della XXXIV America's Cup.

## Formato
Inizialmente era stato deciso di replicare la formula già adottata nel precedente atto di Auckland, con un round-robin iniziale, in cui tutti i 10 sindacati partecipanti si affrontano tra loro una sola volta; i primi 8 classificati passano ai playoff, svolti secondo il modello a ripescaggi di McIntyre. A round robin già avviato, tuttavia, si è deciso di cambiare la formula dei playoff, abolendo i ripescaggi e quindi tornando alla tradizionale serie quarti-semifinali-finale.

## Partecipanti
Si assiste al rientro in gara da un lato di Luna Rossa, al debutto assoluto nella manifestazione, e dall'altro di BMW Oracle, nuovo Defender dell'America's Cup, non presente ad Auckland proprio per concentrarsi sulla conquista della coppa delle cento ghinee, peraltro facilmente strappata ad Alinghi nel febbraio 2010. Pertanto, il numero di concorrenti raggiunge quota 10, contro gli 8 dei precedenti atti.
| Sindacato                 | Skipper         |
| ------------------------- | --------------- |
| Emirates Team New Zealand | Dean Barker     |
| ALL4ONE Challenge         | Sébastien Col   |
| Azzurra                   | Francesco Bruni |
| Team Origin               | Ben Ainslie     |
| Team Synergy              | Karol Jabłoński |
| Team Artemis              | Paul Cayard     |
| Mascalzone Latino         | Gavin Brady     |
| Aleph                     | Bertrand Pacé   |
| BMW Oracle                | James Spithill  |
| Luna Rossa                | Ed Baird        |

## Barche
In questo evento vengono prese a prestito ITA-90 e ITA-99 di Mascalzone Latino e USA-87 e USA-98 di BMW Oracle, tutte progettate in funzione della Louis Vuitton Cup 2007. Come da regolamento, le differenze tecniche tra le barche sono state ridotte al minimo per dare agli equipaggi la possibilità di gareggiare ad armi pari. Inoltre, per salvaguardare l'integrità delle barche, il regolamento prevede un punto di penalità ogniqualvolta vi sia una collisione in gara, con la possibilità di ulteriori penalizzazioni nel caso in cui esse vengano danneggiate.

## Regate

### Round Robin
| Pos | Squadra                   | G | V | P | Pt | Risultato                       |
| --- | ------------------------- | - | - | - | -- | ------------------------------- |
| 1   | ALL4ONE Challenge         | 9 | 6 | 3 | 6  | Qualificate al turno successivo |
| 2   | Team Artemis              | 9 | 6 | 3 | 6  | Qualificate al turno successivo |
| 3   | Emirates Team New Zealand | 9 | 6 | 3 | 6  | Qualificate al turno successivo |
| 4   | Mascalzone Latino         | 9 | 6 | 3 | 5  | Qualificate al turno successivo |
| 5   | Team Synergy              | 9 | 5 | 4 | 5  | Qualificate al turno successivo |
| 6   | Azzurra                   | 9 | 4 | 5 | 4  | Qualificate al turno successivo |
| 7   | Team Origin               | 9 | 4 | 5 | 4  | Qualificate al turno successivo |
| 8   | Luna Rossa                | 9 | 3 | 6 | 3  | Qualificate al turno successivo |
| 9   | BMW Oracle                | 9 | 3 | 6 | 3  |                                 |
| 10  | Aleph                     | 9 | 2 | 7 | −2 |                                 |

1. ↑  1 punto di penalità per una collisione durante la gara con ALL4ONE Challenge.
2. ↑  1 punto di penalità per aver urtato la poppa di Azzurra nel corso delle manovre di pre-partenza della regata, più 3 punti di penalità, applicati successivamente, per aver arrecato seri danni alle due barche fornite da BMW Oracle (USA-87 e USA-98), tali da richiedere estensive riparazioni.

|                           | ALE         | A4O         | AZZ         | ORA         | NZL         | LUN         | MLA         | ART         | ORI         | SYN         |
| ------------------------- | ----------- | ----------- | ----------- | ----------- | ----------- | ----------- | ----------- | ----------- | ----------- | ----------- |
| Aleph                     | —           | 0–1 (+0:15) | 0–1 (dq)    | 1–0 (-0:28) | 0–1 (+0:29) | 0–1 (+1:45) | 0–1 (+0:01) | 0–1 (+1:12) | 1–0 (-1:04) | 0–1 (+0:33) |
| ALL4ONE Challenge         | 1–0 (-0:15) | —           | 1–0 (-0:20) | 0–1 (+0:17) | 1–0 (-0:21) | 1–0 (-0:35) | 1–0 (-0:43) | 1–0 (-0:25) | 0–1 (+0:05) | 0–1 (+0:34) |
| Azzurra                   | 1–0 (dq)    | 0–1 (+0:20) | —           | 0–1 (+0:15) | 0–1 (+0:13) | 1–0 (-0:29) | 0–1 (+2:27) | 0–1 (+0:15) | 1–0 (-1:03) | 1–0 (-0:15) |
| BMW Oracle                | 0–1 (+0:28) | 1–0 (-0:17) | 1–0 (-0:15) | —           | 0–1 (+0:54) | 0–1 (+0:22) | 1–0 (-0:26) | 0–1 (+0:16) | 0–1 (+0:21) | 0–1 (+1:03) |
| Emirates Team New Zealand | 1–0 (-0:29) | 0–1 (+0:21) | 1–0 (-0:13) | 1–0 (-0:54) | —           | 0–1 (+0:13) | 1–0 (-1:05) | 0–1 (+0:18) | 1–0 (-0:15) | 1–0 (-0:04) |
| Luna Rossa                | 1–0 (-1:45) | 0–1 (+0:35) | 0–1 (+0:29) | 1–0 (-0:22) | 1–0 (-0:13) | —           | 0–1 (+0:05) | 0–1 (+0:35) | 0–1 (+0:37) | 0–1 (+0:15) |
| Mascalzone Latino         | 1–0 (-0:01) | 0–1 (+0:43) | 1–0 (-2:27) | 0–1 (+0:26) | 0–1 (+1:05) | 1–0 (-0:05) | —           | 1–0 (-0:46) | 1–0 (-0:35) | 1–0 (-0:08) |
| Team Artemis              | 1–0 (-1:12) | 0–1 (+0:25) | 1–0 (-0:15) | 1–0 (-0:16) | 1–0 (-0:18) | 1–0 (-0:35) | 0–1 (+0:46) | —           | 1–0 (-0:46) | 0–1 (r)     |
| Team Origin               | 0–1 (+1:04) | 1–0 (-0:05) | 0–1 (+1:03) | 1–0 (-1:03) | 0–1 (+0:15) | 1–0 (-0:37) | 0–1 (+0:35) | 0–1 (+0:46) | —           | 1–0 (-0:06) |
| Team Synergy              | 1–0 (-0:33) | 1–0 (-0:34) | 0–1 (+0:15) | 1–0 (-0:21) | 0–1 (+0:04) | 1–0 (-0:15) | 0–1 (+0:08) | 1–0 (r)     | 0–1 (+0:06) | —           |

1. 1 2  Originariamente vinta da BMW Oracle con 6 secondi di vantaggio il 28 maggio, in virtù di una penalità inflitta a Emirates Team New Zealand. Nonostante fosse stato rigettato un ricorso neozelandese, la giuria ha deciso successivamente di disporre la ripetizione della regata.

### Playoff
Dei quarti di finale previsti, è stata disputata solo la serie tra Mascalzone Latino e Team Synergy, con la vittoria dei russi per 2-1; gli altri sono stati annullati a causa della mancanza di tempo, facendo passare in semifinale le barche meglio piazzatesi nel round robin. In seguito, è stata cancellata anche la finale per il 3º posto tra Team Artemis e ALL4ONE Challenge.
|  | Quarti di finale | Quarti di finale          | Quarti di finale          |                           |                           | Semifinali                | Semifinali | Semifinali |  |  | Finale | Finale | Finale |  |
|  |                  |                           |                           |                           |                           |                           |            |            |  |  |        |        |        |  |
|  | 1                | ALL4ONE Challenge         |                           |                           |                           |                           |            |            |  |  |        |        |        |  |
|  | 1                | ALL4ONE Challenge         |                           |                           |                           |                           |            |            |  |  |        |        |        |  |
|  | 8                | Luna Rossa                |                           |                           |                           |                           |            |            |  |  |        |        |        |  |
|  | 8                | Luna Rossa                |                           | ALL4ONE Challenge         | ALL4ONE Challenge         | 0                         |            |            |  |  |        |        |        |  |
|  |                  |                           |                           | ALL4ONE Challenge         | ALL4ONE Challenge         | 0                         |            |            |  |  |        |        |        |  |
|  |                  |                           | Team Synergy              | Team Synergy              | 2                         |                           |            |            |  |  |        |        |        |  |
|  | 4                | Mascalzone Latino         | Team Synergy              | Team Synergy              | 2                         | 1                         |            |            |  |  |        |        |        |  |
|  | 4                | Mascalzone Latino         |                           |                           |                           |                           |            |            |  |  |        |        |        |  |
|  | 5                | Team Synergy              | 2                         |                           |                           |                           |            |            |  |  |        |        |        |  |
|  | 5                | Team Synergy              | 2                         |                           | Emirates Team New Zealand | Emirates Team New Zealand | 3          |            |  |  |        |        |        |  |
|  |                  |                           |                           |                           |                           |                           |            |            |  |  |        |        |        |  |
|  |                  |                           | Team Synergy              | Team Synergy              | 2                         |                           |            |            |  |  |        |        |        |  |
|  | 3                | Emirates Team New Zealand | Team Synergy              | Team Synergy              | 2                         |                           |            |            |  |  |        |        |        |  |
|  | 3                | Emirates Team New Zealand |                           |                           |                           |                           |            |            |  |  |        |        |        |  |
|  | 6                | Azzurra                   |                           |                           |                           |                           |            |            |  |  |        |        |        |  |
|  | 6                | Azzurra                   |                           | Team Artemis              | Team Artemis              | 1                         |            |            |  |  |        |        |        |  |
|  |                  |                           |                           | Team Artemis              | Team Artemis              | 1                         |            |            |  |  |        |        |        |  |
|  |                  |                           | Emirates Team New Zealand | Emirates Team New Zealand | 2                         |                           |            |            |  |  |        |        |        |  |
|  | 2                | Team Artemis              | Emirates Team New Zealand | Emirates Team New Zealand | 2                         |                           |            |            |  |  |        |        |        |  |
|  | 2                | Team Artemis              |                           |                           |                           |                           |            |            |  |  |        |        |        |  |
|  | 7                | Team Origin               |                           |                           |                           |                           |            |            |  |  |        |        |        |  |

#### Quarti di finale
| Squadra 1         | Totale | Squadra 2    | Gara 1      | Gara 2      | Gara 3      |
| ----------------- | ------ | ------------ | ----------- | ----------- | ----------- |
| Mascalzone Latino | 1-2    | Team Synergy | 0-1 (Δ0:22) | 1-0 (Δ0:35) | 0-1 (Δ0:22) |

#### Semifinali
| Squadra 1         | Totale | Squadra 2                 | Gara 1      | Gara 2      | Gara 3      |
| ----------------- | ------ | ------------------------- | ----------- | ----------- | ----------- |
| ALL4ONE Challenge | 0-2    | Team Synergy              | 0-1 (Δ0:31) | 0-1 (Δ1:15) |             |
| Team Artemis      | 1-2    | Emirates Team New Zealand | 1-0 (Δ0:25) | 0-1 (Δ1:01) | 0-1 (Δ1:31) |

#### Finale
| Squadra 1                 | Totale | Squadra 2    | Gara 1      | Gara 2      | Gara 3      | Gara 4      | Gara 5      |
| ------------------------- | ------ | ------------ | ----------- | ----------- | ----------- | ----------- | ----------- |
| Emirates Team New Zealand | 3-2    | Team Synergy | 0-1 (Δ0:34) | 0-1 (Δ1:22) | 1-0 (Δ1:05) | 1-0 (Δ0:04) | 1-0 (Δ1:23) |